# Карышкино
Кары́шкино (баш. Кәрешкә) — деревня Татлыбаевского сельсовета Баймакского района Республики Башкортостан России.

## Географическое положение
Расстояние до:
- районного центра (Баймак): 42 км,
- центра сельсовета (Татлыбаево): 6 км,
- ближайшей железнодорожной станции (Сибай): 32 км.

## Население
| 2002 | 2009 | 2010 |
| ---- | ---- | ---- |
| 396  | ↗416 | ↗418 |

Национальный состав
Согласно переписи 2002 года, преобладающая национальность — башкиры (100 %).

## Религия
В деревне есть мечеть.

## Археология
В 0,5 км к западу от деревни Карышкино на второй надпойменной террасе рек Сагылузяк и Карасаз в предгорной полосе восточного склона хребта Ирендык находится нижнепалеолитическая стоянка-мастерская «Карышкино-11». Прямым культурным аналогом памятников карышкинского типа индустрии («Мысовая», «Карышкино-11», «Утюльган-8», «Долина-1», «Долина-11», «Сибай-5б» и др.) являются памятники с тейякской индустрией во Франции (стоянка в пещере Baume Bonne в Провансе). Плоские нуклеусы радиального скалывания на массивных галечных отщепах с естественными ударными площадками, найденные в «Карышкино-11», аналогичны нуклеусам со стоянки «Мысовая».